# Das Böse (1979)
Das Böse ist ein Science-Fiction-Horrorfilm des Regisseurs Don Coscarelli aus dem Jahr 1979. Der Film ist der erste Teil der „Phantasm“-Reihe.

## Handlung
Der Film beginnt auf dem Friedhof der Kleinstadt Morningside. Tommy wird beim Geschlechtsverkehr von seiner Partnerin, einer Frau in Lavendel (tatsächlich der Tall Man in anderer Gestalt), erstochen. Bei der Bestattung sprechen Tommys Freunde, Jody und Reggie, davon, dass Tommy Selbstmord begangen habe. Jodys kleiner Bruder Mike, der die Bestattung heimlich beobachtet hat, sieht, wie der Bestatter, der Tall Man, eigenhändig Tommys schweren Sarg wieder in den Leichenwagen zurückhebt.
Mike wird später auch von einem kapuzentragenden Zwerg aufgeschreckt, findet aber bei Jody keinen Glauben. Um der Sache auf den Grund zu gehen, besucht er das Mausoleum. Er entkommt nur knapp einer fliegenden Silberkugel, die sich in die Stirn eines Eindringlings bohrt, und dem Tall Man, dem er die Finger einer Hand abschneidet. Er nimmt einen der Finger mit nach Hause und kann damit Jody überzeugen. Auch Reggie schließt sich den beiden an.
Jody fährt allein in die Leichenhalle und wird dort von Zwergen und einem scheinbar fahrerlosen Leichenwagen fortgejagt. Zusammen mit Mike, der mit Jodys Auto herbeigefahren ist, gelingt es, den Leichenwagen außer Gefecht zu setzen. Die Brüder entdecken, dass der Wagen von einem Zwerg gefahren worden ist, der sich als ein wiederbelebter und eingeschrumpfter Tommy herausstellt und den sie in Reggies Eislieferwagen lagern.
Jody möchte den Tall Man töten und versteckt Mike in dem Antiquitätenladen seiner Freundinnen Sally und Sue, wo Mike zufällig ein antikes Photo des Tall Man entdeckt. Mike besteht darauf heimzufahren. Unterwegs treffen Mike, Sally und Sue auf Reggies umgekippten Eiswagen und werden von Zwergen angegriffen. Mike kann jedoch entkommen.
Jody begibt sich allein zur Leichenhalle, um den Tall Man zu töten. Mike bricht aus seinem Zimmer aus, wird vom Tall Man entführt, kann aber erneut entkommen und verursacht eine Explosion von dessen Leichenwagen. Er geht zur Leichenhalle, wo Jody ihn vor dem Angriff einer Silberkugel rettet. Zusammen mit Reggie erkunden die Brüder die Leichenhalle und betreten einen grell beleuchteten Raum. Dort finden sie Kanister voller Zwerge und ein Portal zu einem anderen Planeten. Nach einem kurzen Blick durch das Portal findet Mike heraus, dass der Tall Man menschliche Körper wiederbelebt und schrumpft, um sie als Sklaven auf diesen Planeten zu schicken.
Ein Stromausfall trennt die drei. Reggie aktiviert das Portal und kann nur knapp dem entstehenden Sog entkommen. In dem ausbrechenden Sturm wird Reggie von der Frau in Lavendel erstochen, während die Brüder entkommen und das Mausoleum verschwindet. Jody will nun den Tall Man in eine alte Mine locken und dort einschließen. Während er dorthin fährt, wird Mike zu Hause vom Tall Man überrascht. Der Tall Man verfolgt ihn in den Wald und fällt dort in den Minenschacht, begraben unter einer von Jody ausgelösten Steinlawine.
Danach wacht Mike in seinem Bett auf. Er macht sich Sorgen um eine Rückkehr des Tall Man. Reggie, der nun doch noch am Leben ist, meint, es sei alles ein Traum gewesen und Jody sei bei einem Autounfall gestorben, und schlägt einen gemeinsamen Ausflug vor. Als Mike in sein Schlafzimmer geht, erscheint der Tall Man und holt ihn zu sich.

## Soundtrack
Die Musik und die Klangeffekte stammen von Fred Myrow und Malcolm Seagrove. Der Synthesizer wird recht massiv verwendet, aber auch andere passende Instrumente, jedoch keine Streicher, wie man das noch aus Der Exorzist kennt.

## Erstaufführungen und Beschlagnahmung
Der Film erschien am 28. März 1979 in den USA, in Deutschland wurde er am 3. Mai 1979 veröffentlicht. 1983 wurde der Film auf den Index gesetzt. 1991 erfolgte die Beschlagnahmung, welche im Juni 2017 wieder aufgehoben wurde. Daraufhin erfolgte die Streichung vom Index. Im August 2017 wurde nach einer Neuprüfung durch die FSK bei der neuen Veröffentlichung des Films die Altersfreigabe auf 16 herabgesetzt.

## Kritik
„Horrorfilm, der mit handwerklichem Geschick ein Potpourri bekannter Muster und Effekte präsentiert, auf die allerdings mehr Aufmerksamkeit verwendet wird als auf eine plausibel entwickelte Story.“

„Don Coscarellis Regiedebüt ‚Das Böse‘ ist ein spannender und wirklich gruseliger Genrebeitrag der gehobenen Klasse mit einer überzeugenden, phantasievollen Geschichte und teuflisch guten Effekten. Die interessante Handlung von ‚Das Böse‘ beweist einmal mehr, daß der Horrorfilm nicht nur aus messerschwingenden Irren bestehen muß, sondern sich auch noch der Wurzeln der Phantastik erinnern kann. Gekonnt verbindet der zur Entstehung des Films erst zweiundzwanzigjährige Don Coscarelli, der zudem für Produktion, Buch, Kamera und Schnitt verantwortlich war, viele Versatzstücke des Genres zu einer furiosen Horror- und Science-Fiction-Mischung, die in der Vielzahl ihrer Motive von den jugendlichen Ängsten über den Verlust der Eltern über erste sexuelle Erfahrungen bis hin zur Todessehnsucht reichen. Selbst solche etablierten Kritiker wie der DER ZEIT sahen in ‚Das Böse‘ ‚ein intelligentes Spiel mit Phantasmagorien…von jener überbordend-ungeordneten, wechselvollen Fantasie, die den speziellen Reiz eines Kultfilms ausmacht.‘ Völlig unverständlich ist es da, daß die alte, ungeschnittene Videofassung hierzulande verboten worden ist. Es gibt nur noch eine um ca. 84 Sekunden gekürzte Neuauflage, die ab 16 Jahren freigegeben ist.“

## Fortsetzungen
Insgesamt wurden 4 Fortsetzungen veröffentlicht:
- 1988: Das Böse II
- 1994: Das Böse III
- 1998: Phantasm IV
- 2016: Phantasm V: Ravager